# Erich Baron
Erich Baron (ur. 20 lipca 1881 w Berlinie, zm. 26 kwietnia 1933 tamże) – niemiecki prawnik, dziennikarz, polityk socjaldemokratyczny i członek antynazistowskiego ruchu oporu.

## Życiorys
W latach 1900–1904 studiował prawo na uniwersytecie Humboldtów w Berlinie. Wstąpił do Socjaldemokratycznej Partii Niemiec (niem. Sozialdemokratische Partei Deutschlands, SPD). Od 1907 był redaktorem naczelnym pisma "Brandenburger Zeitung". W latach 1916–1918 odbył służbę wojskową. 10 listopada 1918, już jako członek Niezależnej Socjaldemokratycznej Partii Niemiec (niem. Unabhängige Sozialdemokratische Partei Deutschlands, USPD), został wybrany przewodniczącym Centralnej Rady Robotników i Żołnierzy (niem. Zentraler Arbeiter- und Soldatenrat) w Brandenburgu. Od 1921 pracował w biurze prasowym Komunistycznej Partii Niemiec (niem. Kommunistische Partei Deutschlands, KPD). 1 lutego 1924 został sekretarzem generalnym Związku Przyjaciół Nowej Rosji (niem. Gesellschaft der Freunde des neuen Rußlands); był redaktorem naczelnym pisma „Das Neue Russland“.
Aresztowany po pożarze Reichstagu. Zamordowany przez nazistów. 

## Upamiętnienie
- Na dawnym domu Barona przy Kavalierstrasse 22 w berlińskiej dzielnicy Pankow znajduje się tablica pamiątkowa[5].
- W maju 1951 jednej z ulic w berlińskiej dzielnicy Mahlsdorf nadano nazwę Erich-Baron-Weg[2].